# 커뮤니케이션 이론
커뮤니케이션 이론은 커뮤니케이션 현상, 그 사이의 관계, 이러한 관계를 설명하는 스토리라인, 그리고 이 세 가지 요소에 대한 논증에 대해 제안된 이론이다. 의사소통 이론은 의사소통을 형성하는 주요 사건, 프로세스 및 약속에 대해 이야기하고 분석하는 방법을 제공하며 이론은 세계의 지도를 작성하고 탐색 가능하게 만드는 방법으로 볼 수 있다. 의사소통 이론은 우리에게 경험적, 개념적, 실제적 의사소통 질문에 답할 수 있는 도구를 제공하기도 한다.
의사소통은 상식적인 방식과 전문적인 방식으로 정의된다. 커뮤니케이션 이론은 두 가지 관점, 즉 정보 교환(전송 관점)과 연결하여 교환을 가능하게 하는 작업(의식 관점)에서 볼 때 상징적, 사회적 과정 측면을 강조한다.
1950년대와 1960년대의 사회언어학 연구는 사람들이 언어의 형식성을 바꾸는 수준은 그들이 속한 사회적 맥락에 달려 있다는 것을 보여주었다. 이것은 언어 사용을 지시하는 사회적 규범의 관점에서 설명되었으며 우리가 언어를 사용하는 방식은 사람마다 다르다는 것을 밝혀줬다.
커뮤니케이션 이론은 웅변과 수사학의 고전적 전통, 사회와 정신에 대한 계몽주의 시대의 개념, 선전과 미디어와 사회 사이의 관계를 이해하려는 제2차 세계대전 이후의 노력 등 다양한 역사적 기원에서 등장했다. 저명한 역사 및 현대 기초 커뮤니케이션 이론가로는 Kurt Lewin, Harold Lasswell, Paul Lazarsfeld, Carl Hovland, James Carey, Elihu Katz, Kenneth Burke, John Dewey, Jurgen Habermas, Marshall McLuhan, Theodor Adorno, Antonio Gramsci, Robert E. Park, George 가 있으며 Herbert Mead, Joseph Walther, Claude Shannon 및 Stuart Hall - 비록 이들 이론가 중 일부는 학문이나 연구 분야로서 의사소통과 명시적으로 연관되지 않을 수도 있다.

## 의사소통 이론의 모델과 요소
의사소통 이론의 주요 활동 중 하나는 의사소통을 설명하는 데 사용되는 모델과 개념을 개발하는 것이다. 선형 모델 에서 통신은 한 방향으로 작동하는데 즉, 발신자가 일부 메시지를 인코딩하고 수신자가 디코딩할 수 있도록 채널을 통해 이를 보낸다는 것이다. 이에 비해 의사소통의 상호작용 모델은 양방향이다. 사람들은 지속적으로 정보를 암호화하고 해독하면서 협력적인 방식으로 메시지를 보내고 받으며 거래 모델은 정보가 시끄러운 채널을 통해 동시에 전송되고 수신된다고 가정하고 더 나아가 각 사람이 상호 작용에 가져오는 참조 프레임이나 경험을 고려한다.
커뮤니케이션 이론에서 연구되는 커뮤니케이션의 기본 요소 중 일부는 다음과 같다.
- 소스 : Shannon은 이 요소를 "수신 터미널에 전달될 메시지 또는 메시지 시퀀스를 생성하는" "정보 소스"라고 부른다.[10]
- 발신자 : Shannon은 이 요소를 "송신기"라고 부르는데, 이는 "채널을 통한 전송에 적합한 신호를 생성하기 위해 어떤 방식으로든 메시지에 대해 작동한다."[10] 아리스토텔레스에서 이 요소는 "화자"(연설자)이다.[11]
- 채널 : Shannon의 경우 채널은 "단순히 송신기에서 수신기로 신호를 전송하는 데 사용되는 매체"이다.[10]
- 수신기 : Shannon의 경우 수신기는 "송신기가 수행한 작업의 반대 작업을 수행하여 신호에서 메시지를 재구성한다."[10]
- 목적지 : Shannon의 경우 목적지는 "메시지가 전달되는 사람(또는 사물)"이다.[10]
- 메시지 : 라틴어 mittere 에서 "보내다"를 의미한다. 메시지는 수신자에게 구두, 서면, 녹음 또는 시각적 형식으로 전송되는 개념, 정보, 통신 또는 진술이다.
- 피드백
- 엔트로피 요소, 양수 및 음수

## 커뮤니케이션 이론의 인식론
의사소통 이론은 인식론 에서 상당히 다양하며, 이러한 철학적 헌신을 명확히 하는 것은 이론화 과정의 일부이다. 의사소통 이론에 사용되는 다양한 인식론적 입장은 다양할 수 있지만 하나의 분류 체계는 해석적 경험론, 계량적 경험론 또는 후기 실증주의, 수사론 및 비판적 인식론을 구별한다. 또한 커뮤니케이션 이론은 또한 정보 이론, 수사법 및 연설, 대인 커뮤니케이션, 조직 커뮤니케이션, 사회 문화적 커뮤니케이션, 정치적 커뮤니케이션, 컴퓨터 매개 커뮤니케이션, 미디어 및 커뮤니케이션에 대한 비판적 관점을 포함하여 뚜렷한 관심 영역에 속하거나 다양할 수 있다.

### 해석적 경험적 인식론
해석적 경험적 인식론 또는 해석주의는 지역적 상호 작용에 대한 기초 연구를 통해 의사소통 현상에 대한 주관적인 통찰력과 이해를 발전시키려고 한다. 해석주의 이론을 개발하거나 적용할 때 연구자 자신이 중요한 도구이며 이 인식론의 특징적인 이론에는 구조화 와 상징적 상호작용 론이 포함되며, 담론 분석 과 민족지학도 포함된다.

### 계량적 경험적 또는 후기 실증주의적 인식론
계량적 경험적 또는 후기실증주의적 인식론은 현상에 대한 공리적, 때로는 인과적 관점을 취하고, 연관에 대한 증거를 개발하거나 예측을 하며, 의사소통 현상 측정을 지향하는 방법을 사용한다. 후기 실증주의 이론은 일반적으로 정확성, 일관성, 유익성, 절약성으로 평가되며 후기실증주의 인식론의 특징적인 이론은 실용주의자, 행동주의자, 인지주의자, 구조주의자, 기능주의자를 포함한 광범위한 관점에서 유래할 수 있다. 후기 실증주의 작업은 질적이거나 양적일 수 있지만 통계 분석은 증거의 일반적인 형태이며 이 접근 방식을 사용하는 학자들은 종종 다른 사람들이 재현할 수 있는 결과를 개발하려고 노력한다.

### 수사적 인식론
수사학적 인식론은 말을 통한 설득에 특히 관심을 두고 현상에 대한 형식적, 논리적, 전체적인 관점을 제시한다. 수사학적 인식론은 종종 아리스토텔레스와 키케로의 작품과 같은 그리스-로마 기반에서 파생되지만, 최근 작업은 미셸 푸코, 케네스 버크, 마르크스주의, 제2물결 페미니즘, 문화 연구에서도 파생되며 여기서의 수사는 시간이 지남에 따라 변경되었다. 이로 인해 수사학 및 작문 분야는 대안적인 유형의 수사학에 더 많은 관심을 가지게 되었다.

### 비판적 인식론
비판적 인식론은 그 관점에서 명시적으로 정치적이고 의도적이며, 이데올로기를 표현하고 이 이데올로기와 관련하여 현상을 비판한다. 비판적 인식론은 그 가치에 의해 주도되며 사회적, 정치적 변화를 지향하며 이 인식론과 관련된 커뮤니케이션 이론에는 해체주의, 문화 마르크스주의, 제3물결 페미니즘, 저항 연구가 포함된다.

### 새로운 의사소통 방식
1970년대 중반, 의사소통의 발전과 관련하여 주도적인 패러다임이 지나갔다. 보다 구체적으로 말하면 1950년대를 지배했던 확산주의와 같은 연구에 도전하는 참여적 접근 방식의 증가이다. 사람들을 대표하는 사회 경제적 지위, 연령, 성별 속성만을 허용하는 수단으로 사회적 경험이 통합되고 상쇄된 특정 개인의 집합체로서 사람을 연구할 타당한 이유가 없으며, 여기서의 청중은 대중을 말한다.

## 관점/하위학문별 의사소통이론
이론에 대한 접근 방식은 관점이나 하위 분야에 따라 다르다. 로버트 크레이그(Robert Craig) 가 제안한 현장 모델로서의 커뮤니케이션 이론은 커뮤니케이션 이론 분야를 각자의 강점, 약점 및 절충점을 지닌 관점으로 나누는 데 영향력 있는 접근 방식이었다.

### 정보 이론
정보 이론에서 커뮤니케이션 이론은 일반적으로 수학을 사용하면서 정보 교환의 기술적 과정을 조사한다. 커뮤니케이션 이론에 대한 이러한 관점은 1920년대 초 정보 이론의 발전에서 비롯되었으며 제한적인 정보 이론 아이디어는 Bell Labs 에서 개발되었고 모두 암묵적으로 동일한 확률의 사건을 가정했다. 여기서 커뮤니케이션 이론의 한 형태인 정보 이론의 역사는 이 시기의 일련의 주요 논문을 통해 추적할 수 있다. Harry Nyquist의 1924년 논문 인 전신 속도에 영향을 미치는 특정 요소에는 "지능"과 통신 시스템에 의해 전송될 수 있는 "회선 속도"를 정량화하는 이론적 섹션이 포함되어 있다. Ralph Hartley 의 1928년 논문인 정보 전송( Transmission of Information)에서는 "정보"라는 단어를 측정 가능한 양으로 사용하여 한 기호 시퀀스를 다른 기호 시퀀스와 구별하는 수신자의 능력을 반영한다. 따라서 정보의 자연 단위는 십진수였으며 훨씬 후에 정보의 단위 또는 척도 또는 척도로서 그를 기리기 위해 하틀리 로 이름이 변경되었다. 1940년 앨런 튜링(Alan Turing)은 독일의 제2차 세계 대전 에니그마 암호 해독에 대한 통계 분석의 일부로 유사한 아이디어를 사용했는데, 이로 인해 커뮤니케이션 이론의 정보 이론 형태의 발전을 향한 길을 연 주요 획기적인 사건은 Claude Shannon (1916-2001)이 1948년 7월과 10월에 Bell System Technical Journal 에 " A Mathematical "이라는 제목으로 기사를 게재한 것이다. Shannon은 보낸 사람이 전송하려는 정보를 가장 잘 인코딩하는 방법에 대한 문제에 중점을 두었다. 그는 또한 Norbert Wiener 가 개발한 확률론 도구를 사용했다.
그들은 당시 응용 커뮤니케이션 이론의 초기 단계를 표시했다. Shannon은 본질적으로 정보 이론 분야를 창안하면서 메시지의 불확실성을 측정하는 방법으로 정보 엔트로피를 개발했다. 그는 "커뮤니케이션의 근본적인 문제는 다른 지점에서 선택한 메시지를 정확히 또는 대략적으로 한 지점에서 재현하는 것입니다."라고 말했다 1949년에 암호학의 수학적 이론에 대한 Shannon의 전시 작업("비밀 시스템의 통신 이론")의 기밀 해제 버전에서 그는 이론적으로 깨지지 않는 모든 암호는 일회용 패드 와 동일한 요구 사항을 가져야 함을 증명했으며 그는 또한 (균일한) 이산 샘플 세트에서 연속 시간 신호를 표현하는 것과 관련된 샘플링 이론을 도입한 것으로도 알려져 있다. 특히 이 이론은 1960년대 이후 통신이 아날로그에서 디지털 전송 시스템으로 전환하는 데 필수적이었다. 그 후 1951년 Shannon은 "인쇄된 영어의 예측 및 엔트로피"(1951)라는 논문을 통해 자연어 처리 및 컴퓨터 언어학에 근본적인 공헌을 했으며, 이는 문화적 관행과 확률적 인지 사이의 명확한 정량화 가능한 연결을 제공했다.

### 대인 커뮤니케이션
대인관계 의사소통 이론은 아주 작은 집단의 사람들이 서로 의사소통하는 방식과 관련이 있다. 특히 이는 우리가 주변 세계를 보는 틀을 제공해주며 대인 커뮤니케이션 이론은 메시지에 대한 태도와 반응에 대한 대중 커뮤니케이션 연구에 그 기원을 두고 있지만, 1970년대 이후 대인 커뮤니케이션 이론은 뚜렷하게 개인적인 초점을 맞춰왔다. 또한 대인 관계 이론은 관계와 그 발전, 비언어적 의사 소통, 대화 중에 서로 적응하는 방법, 전달하려는 메시지를 개발하는 방법 및 속임수가 작동하는 방식을 조사한다.

### 조직 커뮤니케이션
조직 커뮤니케이션 이론은 사람들이 조직에서 커뮤니케이션을 사용하는 방식뿐만 아니라 조직을 구성하고 목표를 달성하기 위해 구조, 관계 및 관행을 개발하기 위해 커뮤니케이션을 사용하는 방법도 다루고 있다. 초기 조직 커뮤니케이션 이론은 소위 컨테이너 모델(조직이 계층적 선을 따라 간단한 방식으로 커뮤니케이션이 발생하는 명확하게 경계가 지정된 개체라는 아이디어)로 특징지어졌지만, 최근 이론에서는 조직을 보다 유동적인 개체로 간주됐으며 조직 커뮤니케이션 분야의 연구에서는 커뮤니케이션을 촉진 행위이자 협력 시스템으로서의 조직 활동의 전조로 언급한다.
연구 대상이 조직이라는 점을 감안할 때, 조직 커뮤니케이션 학문이 경영 이론과 중요한 연관성을 갖고 있다는 것은 놀라운 일이 아닐 것이다. 분기별 경영 커뮤니케이션이 학문적 연구 결과를 전파하는 주요 장소 역할을 하고 있기 때문이다. 그러나 조직커뮤니케이션 이론은 경영진의 의지를 우선시하기보다는 권력에 대한 비판적 관점과 근로자의 요구와 이익에 대한 관심을 통해 뚜렷한 정체성을 유지한다.
조직 커뮤니케이션은 목소리(조직 내에서 말할 수 있는 사람), 합리성(의사가 어떻게 결정되고 누구의 목적이 달성되는지), 조직(조직 자체가 어떻게 구조화되고 어떻게 기능하는지)이라는 네 가지 주요 문제에 대한 지향으로 구별될 수 있다. 조직-사회 관계(조직이 사회 전체에 어떻게 교대로 봉사하고, 이용하고, 반영할 수 있는지).

### 사회문화커뮤니케이션
이 이론은 의사소통을 통해 사회 질서가 어떻게 생산되고 재생산되는지를 조사한다. 사회문화적 전통의 의사소통 문제는 불일치, 갈등 또는 조정 실패의 관점에서 이론화될 수 있으며, 이 영역의 이론은 미시적 및 거시적 수준의 현상, 구조 대 행위자, 지역 대 글로벌, 공간과 시간의 격차로 인해 발생하는 의사소통 문제와 같은 역학을 탐구하며, 사회학적, 인류학적 관점과 어느 정도 유사성을 공유하지만 예리한 관심으로 구별된다.

### 정치커뮤니케이션
정치커뮤니케이션이론은 모든 종류의 정치 행위자들 사이에서 공개적으로 메시지를 교환하는 것과 관련이 있다. 이 범위는 의사결정 과정을 이해하기 위해 정치 제도 내부를 들여다보는 정치학 이론과 대조되는데 초기 정치 커뮤니케이션 이론은 정치 담론에 있어서 대중 커뮤니케이션(즉, 텔레비전과 신문)과 정당의 역할을 조사했다. 그러나 정치적 담론의 수행이 확장됨에 따라 정치적 의사소통 이론도 마찬가지로 발전하여 이제 심의 및 의미 형성의 모델과 미디어의 역할(예: 문지기, 프레이머로서의 역할)과 같은 광범위한 정치적 주제에 대한 담론을 포함하게 됐다. 이는 다음 영역도 포함한다. 의제 설정자: 정부 형태(예: 민주주의, 포퓰리즘, 독재); 사회적 변화(예: 행동주의 및 시위); 경제 질서(예: 자본주의, 신자유주의, 사회주의); 인간 가치(예: 권리, 규범, 자유, 권위); 선전, 허위 정보, 신뢰. 정치적 의사소통에 대한 이론화를 위한 두 가지 중요한 신흥 영역은 시민 참여에 대한 조사이다

### 컴퓨터 중재 커뮤니케이션
컴퓨터 매개 커뮤니케이션 이론, 즉 CMC는 컴퓨터 형태의 새로운 매개 커뮤니케이션 기술의 급속한 출현에 대한 직접적인 반응으로 등장했다. CMC 학자들은 우리가 이전에 매개되지 않고 동반된 관행(즉, 필연적으로 동기화되고 질서 있고 의존적인 방식으로 수행되었던 활동) 중 많은 것을 매개되고 분리된 모드로 전환할 때 무엇을 잃을 수 있고 무엇을 얻을 수 있는지 탐구한다. 예를 들어, 한때 회의가 필요했던 토론은 이제 이메일 스레드가 될 수 있고, 한때 실시간 전화 통화가 포함된 약속 확인은 이제 문자 메시지 클릭으로 이루어질 수 있으며, 한때 정교한 계획이 필요했던 공동 작문 프로젝트가 될 수 있다. 또한 이제 공유 문서에서 초안 작성, 배포 및 주석 달기가 가능하다.
CMC 이론은 단서 필터링 이론, 경험/지각 이론, 미디어 적응/활용이라는 세 가지 범주로 분류된다. 단서 필터링 이론은 종종 대면 상호작용을 매개된 의사소통을 비교해야 하는 최적의 기준으로 다루어 왔으며, 사회적 존재 이론, 미디어 풍부 이론, 탈개성화 효과의 사회적 정체성 모델(SIDE)과 같은 이론을 포함한다. 경험적/지각적 이론은 기술이 심리적 친밀감을 창출하는지 여부와 같이 개인이 기술의 용량을 어떻게 인식하는지와 관련이 있다(전자 근접성 이론). 적응/착취 이론은 사회 정보 처리 이론 (SIP) 및 초개인 개념(사람들이 매개 채널의 한계를 활용하여 선택적인 채널을 생성하는 경우)을 포함하여 CMC 시스템의 한계를 창의적으로 확장하거나 활용할 수 있는 방법을 고려하는데 의사소통 파트너와 자신을 바라보는 관점, 현실을 뛰어넘는 인상을 개발하는 것이 해당된다. 특히, Joseph Walther 의 이론적 연구는 CMC 개발에 큰 영향을 미쳤다. 이 분야의 이론은 종종 신기술의 한계와 능력을 검토하며, 기술이 무엇을 "요구하고, 요구하고, 격려하고, 방해하고, 거부하고, 허용하는지" 탐구하는 '여유성' 관점을 취하며 최근 CMC의 이론적, 경험적 초점은 'C'(즉, 컴퓨터)에서 'M'(즉, 조정)으로 더 명백하게 이동했다.

### 수사학과 연설
수사학과 연설의 이론은 종종 말의 힘과 연습을 통해 기술을 향상시키는 능력에 대한 실질적인 고려를 포함하여 담론을 예술로 간주한다. 특히 수사학 이론은 주석적인 방식으로 읽을 때 연설을 분석하는 방법을 제공하는데(주제, 은유, 기술, 주장, 의미 등을 추출하기 위해 근접하고 반복적으로 읽기). 예를 들어 권력이나 정의와의 관계, 설득, 정서적 호소 또는 논리와 관련하여 방법을 제공한다.

### 미디어와 커뮤니케이션에 대한 비판적 관점
의사소통에 있어서 비판적 사회이론은 수사법을 통해 일부 전통을 공유하면서도 "사실이 아니거나, 부정직하거나, 부당하다고 판단되는 전제를 명확하게 표현하고, 질문하고, 초월하는" 방향을 명시적으로 지향한다. (p. 147) 일부 작업은 이러한 구별을 연결하여 비판적 수사를 형성한다. 비판 이론은 막스 호르크하이머(Max Horkheimer) 와 테오도르 아도르노(Theodor Adorno)의 작업을 포함하여 나치즘과 선전의 부상에 경악한 반체제 사상가들을 한자리에 모은 프랑크푸르트 학파에 뿌리를 두고 있다. 현대의 비판적 관점은 종종 포스트식민주의와 퀴어 이론과 같은 새로운 사회 운동에 참여하여 성찰과 해방을 추구한다. 이 분야에서 영향력 있는 이론 중 하나는 커뮤니케이션의 인코딩/디코딩 모델을 통해 대중 커뮤니케이션의 단일체 기능에 대한 전통적인 가정에 의문을 제기하고 담론, 기호학 및 권력 이론의 상당한 확장을 제시한 스튜어트 홀(Stuart Hall)의 작업에서 비롯되었다.

## 공리학
공리론은 가치가 연구와 이론 개발에 어떻게 영향을 미치는지에 관심이 있다.  대부분의 의사소통 이론은 세 가지 가치론적 접근 방식 중 하나를 따른다. 첫 번째 접근법은 가치가 이론가의 관심에 영향을 미칠 것이라는 점을 인식하지만 일단 실제 연구가 시작되면 그러한 가치는 제쳐두어야 한다고 제안하는데, 특히 연구 결과의 외부 복제는 개별 연구자의 가치가 자신의 결과와 해석을 오염시키는 것을 방지하기 위해 중요하다.  두 번째 접근 방식은 이론 개발의 모든 단계에서 가치가 제거될 수 있다는 생각을 거부한다. 이 접근 방식 내에서 이론가들은 자신의 가치와 탐구를 분리하려고 시도하지 않는다. 대신, 그들은 자신의 가치를 염두에 두고 해당 가치가 어떻게 결과를 맥락화하고, 영향을 미치고, 왜곡하는지 이해한다.  세 번째 접근 방식은 가치가 연구 및 이론과 분리될 수 있다는 생각을 거부할 뿐만 아니라 가치가 분리되어야 한다는 생각도 거부한다. 이러한 접근 방식은 의사소통 이론의 역할이 억압을 식별하고 사회 변화를 만들어내는 것이라고 믿는 비판 이론가들에 의해 종종 채택된다. 이러한 공리적 접근 방식에서 이론가들은 자신의 가치를 수용하고 연구 및 이론 개발에서 이러한 가치를 재현하기 위해 노력한다. 